# Boissonneaua
Boissonneaua – rodzaj ptaków z podrodziny paziaków (Lesbiinae) w rodzinie kolibrowatych (Trochilidae).

## Zasięg występowania
Rodzaj obejmuje gatunki występujące w Ameryce Południowej (Peru, Ekwador, Kolumbia i Wenezuela).

## Morfologia
Długość ciała 11–12 cm; masa ciała 7–8,6 g.

## Systematyka

### Etymologia
- Boissonneaua: Auguste Boissonneau (1802–1883), francuski ornitolog oraz specjalista w dziedzinie protez ocznych[8].
- Panoplites: gr. πανοπλιτης panoplitēs „człowiek w pełnej zbroi”, od πας pas, παν pan „cały”; ὁπλιτης hoplitēs „hoplita”[9]. Gatunek typowy: Trochilus jardini Bourcier, 1851.
- Callidice: w greckiej mitologii Callidice lub Kallidike (gr. Καλλιδικη Kallidike) była królową Tesprotii i żoną Ulissesa[10]. Gatunek typowy: Trochilus flavescens Loddiges, 1832.
- Galenia: Claudius Galenus (gr. Κλαυδιος Γαληνος Klaudios Galēnos ur. ok. 130, zm. 200 n.e.), znany jako Galen, grecki lekarz i pisarz[11]. Gatunek typowy: Trochilus jardini Bourcier, 1851.
- Alosia: gr. αλος alos „ozdoba, gwiazda, ćwiek”, od ἡλος hēlos „nit, ćwiek”[12]. Gatunek typowy: Trochilus Matthewsii Bourcier, 1847.

### Podział systematyczny
Do rodzaju należą następujące gatunki:
- Boissonneaua flavescens (Loddiges, 1832) – amorek zielony
- Boissonneaua matthewsii (Bourcier, 1847) – amorek ognisty
- Boissonneaua jardini (Bourcier, 1851) – amorek szafirowy